# Maicao
Maicao là một khu tự quản thuộc tỉnh La Guajira, Colombia. Thủ phủ của khu tự quản Maicao đóng tại Maicao Khu tự quản Maicao có diện tích 2230 ki lô mét vuông. Đến thời điểm ngày 28 tháng 5 năm 2005, khu tự quản Maicao có dân số 93093 người.